# Портрет А. С. Пушкина (Кипренский)
Портре́т Алекса́ндра Серге́евича Пу́шкина — картина русского живописца Ореста Кипренского (1782—1836), подписанная и датированная 1827 годом; хрестоматийный шедевр романтического портрета первой трети XIX века, наряду с написанным в том же году полотном Василия Тропинина — одно из самых известных и популярных изображений классика русской словесности. Является частью собраний Третьяковской галереи в Москве (инв. 168), выставляется в зале № 8 в историческом здании галереи на Лаврушинском переулке. Техника исполнения картины — масляная живопись на холсте, размер полотна — 63 × 54 см.

## Кипренский-портретист
С самого начала творческого пути Кипренского основным жанром для него стал портрет, несмотря на то, что занятие исторической живописью являлось более надёжным средством построения успешной карьеры. Великолепный живописец и график, он прекрасно чувствовал своё время. Эту особенность искусства Кипренского подметил ещё Н. Н. Врангель: «Отражение эпохи видно в каждом мазке его кисти […] Каждое новое впечатление перевоплощает его душу». Кипренский во многом выступил новатором в портретной живописи. Он обращался не к опыту своих предшественников, портретистов екатерининской эпохи — Рокотова, Левицкого и Боровиковского, а к европейскому портрету XVII века. С живописью этого периода он имел возможность познакомиться в Эрмитаже  во время своего пенсионерства в 1803—1809 годы, именно этот период исследователи творчества художника считают временем его становления как художника-портретиста, где изучал работы Ван Дейка, Рубенса и Рембрандта. Его портреты, особенно портреты раннего периода, созданы под влиянием караваджизма — Кипренский писал по тёмным фонам, широко применяя светотеневые эффекты. Главное же для Кипренского-портретиста — раскрытие внутреннего мира модели, он первым из русских художников обратился к проблеме создания образа современника, человека эпохи романтизма.
Орест Кипренский окончил Императорскую Академию художеств в 1803 году по классу исторической живописи, где был одним из лучших учеников. Этот жанр, высшая ступень в академической иерархии, ещё удерживал ключевые позиции в начале XIX века, являясь оплотом классицизирующих тенденций в изобразительном искусстве. Его условно-символический язык вполне удовлетворял даже при выборе сюжета из русской истории, но новая эпоха, эпоха романтизма, ставила перед живописью новые задачи — отражения современности, что требовало принципиально других форм выражения. Портретная и пейзажная живопись стали первыми жанрами, в которые проник дух романтизма.
По окончании обучения Кипренский был оставлен при Академии в качестве пенсионера, для продолжения совершенствования в мастерстве. В 1805 году он получает большую золотую медаль за картину «Дмитрий Донской на Куликовом поле», однако, имея право на трехгодичную поездку в Италию за счёт Академии, из-за войны в Европе был оставлен в Петербурге. Благодаря графу А. С. Строганову, для которого исполнил копию принадлежавшей ему картины Ван Дейка, завязал знакомства в высшем столичном обществе — меценатами, коллекционерами, известными литераторами. Его благосклонно принимали не только благодаря поддержке влиятельных особ, но и, по достоинству оценивая его личные качества: талантливый молодой человек интересовался философией и историей, точными науками. Он был хорош собой и честолюбив. Он начал работать по заказам, в 1809 году, будучи откомандирован в Москву, создал один из своих знаменитых портретов — Евграфа Давыдова. Пребывание в Москве затянулось на три года. Бывая у Ф. Ростопчина, он встречался с В. Жуковским, П. Вяземским, Н. Карамзиным, К. Батюшковым. Здесь он заслужил репутацию признанного мастера портрета, интенсивно работал и пытался достать средства на поездку в Париж.
Вернувшись в Петербург в 1812 году, Кипренский представил в Академию портреты своей работы — живописные и графические, исполненные в пору его пребывания в Москве и Твери. ИАХ предложила художнику звание академика сразу, без присвоения звания «назначенного» в академики.
В мае 1816 года Кипренский на деньги, выделенные императрицей Елизаветой Алексеевной, выехал за границу. Несколько лет он провёл в Италии, где снова мог изучать творчество старых мастеров и овладел так называемым «итальянизирующим жанром». Свои впечатления он передаёт в одном из своих писем: «При виде творений Гениев, рождается смелость, которая в одно мгновение заменяет несколько лет опытности». Он провёл около шести лет в Италии и уехал в Париж в марте 1822 года. Здесь он написал один из прекраснейших портретов — портрет Е. С. Авдулиной — в нём сконцентрированы все достижения итальянского периода, он перенасыщен аллюзиями на работы великих живописцев, здесь художник словно вступает в соревнование с великими предшественниками.

## История создания
В 1823 году Кипренский вернулся в Россию и работал в Петербурге на положении свободного художника, живя в основном заказами. Начинается период «позднего Кипренского», отмеченный рационализмом и профессионализмом, чуть ли не переходящим в «ремесленную ловкость». Исследователи полагают, что на этом этапе творчества художника отразились и перемены в российском обществе. На смену александровской эпохи, полной новых идей и надежд, пришла николаевская, а сам переход свершился через трагические события — провал восстания декабристов и последовавшую за ним реакцией.
В сентябре 1826 года А. С. Пушкин был вызван императором Николаем из ссылки в Михайловском. Поэт получил разрешение проживать в обеих столицах и в мае 1827 года приехал из Москвы в Петербург. В начале этого года портрет Пушкина написал В. Тропинин.
Писатель Сигизмунд Либрович сообщает, что портрет был заказан другом Пушкина, Антоном Дельвигом. Существует предание, что Пушкин позировал Кипренскому в Шереметьевском дворце в Санкт-Петербурге. Создан портрет в июне-июле 1827 года.
Впервые картина экспонировалась на выставке Академии художеств, открывшейся 1 сентября 1827 года. Работам Кипренского был отведён целый зал, он представил четырнадцать новых работ.

## Описание
На полотне Пушкин представлен по пояс, словно портретный бюст, с повёрнутой налево головой и скрещенными на груди руками. Художник создавал полотно, работая лёгкими переходами оттенков. Краски тёмные, приглушённые, бронзово-оливковый колорит усиливает ассоциации со скульптурой. За спиной модели золотистый пустой фон, это свободное пространство порождает ощущение уединённости и погружения поэта в свои мысли и чувства, свой собственный мир.
В портрет, построенный по классическим канонам, вносится романтический элемент: на правое плечо поэта накинут клетчатый шотландский плед «экосез» — натуральный шотландский килт. Тартан, который изобразил Кипренский, — это «Каледония», универсальный тартан, который может носить каждый шотландец вне зависимости от клана. Это самая прямая отсылка к масонству Пушкина, ведь все масоны того времени живут по «древнему и принятому Шотландскому уставу», который якобы был разработан Карлом II — королем Англии и Шотландии. Мода на тартан распространилась на фоне популярности творчества Вальтера Скотта. Клетчатая ткань также вносит необходимое оживление в строгий и несколько однообразный колорит портрета, гармонизирует переход от светлых красок кисти руки, лежащей на чёрной ткани сюртука, изгибом своих линий подчёркивает силуэт модели.
Кроме того, этой деталью художник обозначает связь Пушкина с Байроном (Пушкин не был шотландцем, зато он был поэтом. Королём поэтов в ту пору считался лорд Байрон. А Байрон был родом из Шотландии. Так Кипренский с помощью тартана обозначил поэтическое предназначение Пушкина) — быть кумиром эпохи романтизма. Этот приём — реминисценцию — художник применял неоднократно. Так, в исполненных ранее портретах Швальбе (1804) и Авдулиной (1823) он цитирует Рембрандта и Леонардо да Винчи, здесь же объединяются имена двух поэтов. В глубине изображена статуя Музы (Эрато) с лирой.
Портрет выполнен с «предельной завершённостью», тщательной отделкой деталей, что было вообще характерно для последних лет работы Кипренского. Особенно поражает то, как тонко написаны глаза. Это мастерство письма предохраняет зрителя от невнимательности, помогает ему сконцентрироваться на рассматривании. Цветовая гамма строго уравновешена. Художник передаёт ощущение торжественной тишины, подчёркивающей значительность встречи с поэтом.
Художнику словно удалось предвидеть будущее: он представил не молодого гения, хотя и находящегося в изгнании, но вкусившего славы, «весёлого» Пушкина, каким он был в 1820-е годы, а поэта, уже вступившего в сложную и трагичную финальную пору жизни. «Однако трудно отделаться от чувства, что здесь перед нами — весь Пушкин: образ этого портрета вполне адекватен тому представлению о зрелом и позднем Пушкине, каким оно возникает из воспоминаний современников, да и, собственно, из самого творчества поэта».

## Отзывы
Картины Кипренского на Академической выставке 1827 года получили хвалебные отзывы прессы, но тем не менее И. С. Мальцев отмечал, что в последних произведениях манера художника стала суховатой, колорит изменился не в лучшую сторону, «работа слишком мелочна для масляной живописи». Однако эти частью справедливые замечания не задевали портрета Пушкина, созданного словно в порыве поэтического озарения. Зрители отмечали большое сходство, которое удалось уловить Кипренскому. Цензор А. Никитенко после посещения выставки записал в своём дневнике: «Вот поэт Пушкин. Не смотрите на подпись: видев его хоть раз живого, вы тотчас признаете его проницательные глаза и рот, которому недостаёт только только беспрестанного вздрагивания — этот портрет писан Кипренским».
Пушкин написал по этому поводу стихотворение «Кипренскому». Некоторые из современников считали, что портрет верно передаёт черты лица поэта, другие критиковали работу Кипренского, который, по их мнению, не смог передать «изменчивое выражение лица», энергию, живость, свойственные Пушкину. Брюллов, по словам Шевченко (повесть «Художник»), критиковал Кипренского, изобразившего Пушкина «каким-то денди, а не поэтом». Ольга Алленова, отмечая некоторую гиперболизацию в этом высказывании, полагает, что в портрете представлен «не домашний, а светский облик», а весь образ пронизан петербургским духом. Сам Брюллов предпочитал создавать образы людей искусства в момент романтического порыва, строя динамичную эффектную композицию с выразительным цветовым решением. Сергей Львович Пушкин считал портрет Кипренского лучшим изображением своего знаменитого сына.

Либрович отмечает, что знавшие Пушкина считали этот портрет недостаточно передающим характерные черты «африканской породы», унаследованные поэтом от его прадеда Ганнибала, и которыми он гордился: 
«Но зато работа Кипренского наиболее приближается к тому идеальному изображению, какового … ищут обыкновенно поклонники поэта».

## Провенанс
После смерти Дельвига Пушкин купил портрет у его вдовы, Софьи Михайловны. На последней квартире Пушкина в доме Волконской на Мойке работа Кипренского висела на видном месте. После смерти поэта картина хранилась у Натальи Пушкиной, а от неё перешла к сыну Александру, затем — к внуку поэта, Григорию. В 1916 году она была приобретена Советом Третьяковской галереи у Г. А. Пушкина.
Портрет был известен по гравюре Николая Уткина, который выполнил её также по заказу Дельвига. Гравюра была приложена к альманаху «Северные цветы на 1828 год», издаваемому Дельвигом. Она также появилась в издании поэмы «Руслан и Людмила», осуществлённом в том же году. В 1830 году портрет был литографирован художником А. Безлюдным, крепостным графа Д. Н. Шереметева.
Вероятно, первая живописная копия портрета была исполнена художником Вишневским по заказу Российской Академии в 1837 году. В 1875 году копию маслом с него сделал Николай Ге, её в 1878 году приобрёл П. М. Третьяков, в настоящее время она хранится в Государственном музее Пушкина. Ещё одна живописная копия, возможно, авторское повторение, хранилась в семье Павлищевых.
Ещё одна реплика, выполненная пастелью, хранилась у наследников Льва Пушкина в Болдине. С 1911 года она находилась в Пушкинском Доме. В семье рассказывали, что копия создана самим Кипренским. С этой версией соглашались Николай 
Врангель, Александр Бенуа и Пётр Нерадовский.